# Telenovel·la

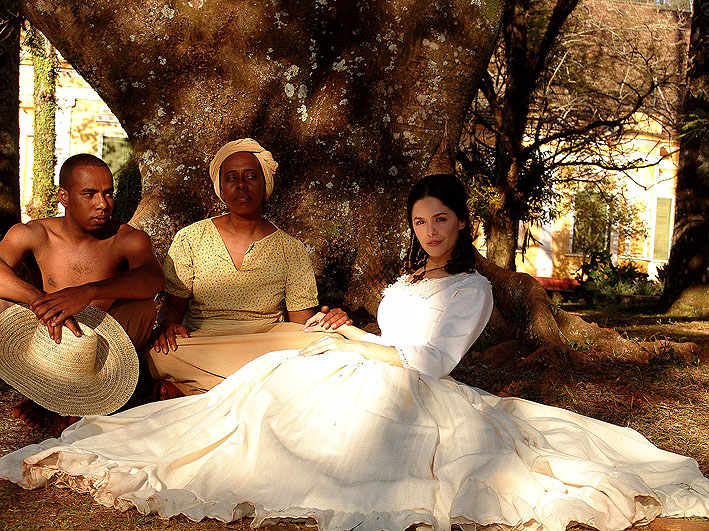
L'esclava Isaura, telenovel·la brasilera de 2004.

Una telenovel·la és un gènere televisiu produït originalment en diversos països d'Amèrica Llatina sent El dret de néixer de cubana de Félix B. Caignet la primera telenovel·la, creada a partir d'una radionovel·la cubana del mateix nom.
Consisteix en episodis diaris i consecutius, narrant una història fictícia (encara que pot estar basada en fets reals) d'alt contingut melodramàtic. Pot comparar-se a la novel·la rosa. Si bé són temàticament semblants a les soap operas de la televisió anglosaxona, a diferència d'aquestes, la telenovel·la llatinoamericana tenen un nombre limitat d'episodis, no passant normalment de al voltant de cent o pocs centenars i d'una durada d'aproximadament sis mesos a un any com a màxim. En casos excepcionals la seva durada es pot estendre a dues i fins i tot tres anys, amb l'excepció de les telenovel·les de producció espanyola, en les quals la durada indefinida sí que és l'habitual.